# 金澔辰
金澔辰（1994年8月8日—），又名金鑫，男，朝鲜族，吉林人，中国大陆男演员，身高186cm，体重63KG。毕业于北京电影学院2012级表演系本科班。

## 生平
金澔辰出生于吉林省，朝鲜族。高中时曾在北艺创星艺考培训学校学习表演。2012年参加全国艺考，并取得了北京电影学院表演专业第二名、中国传媒大学表演专业第一名的成绩， 后选择北京电影学院就读。在校期间曾参加了湖南卫视脱口秀节目《天天向上》的录制。2016年他出演了网络剧《灭罪师》正式出道。

## 影视作品

### 电视剧/网络剧
| 年度 | 剧名           | 角色   | 备注   |
| 2016 | 灭罪师         | 周浩辰 | 网络剧 |
| 2016 | 美人为馅       | 方绪   | 网络剧 |
| 2018 | 凤囚凰         | 墨香   |        |
| 2018 | 翻轉世界守護你 |        | 网络剧 |

### 电影
| 年度 | 剧名                       | 角色   | 备注 |
| 2016 | 学长                       | 程沐光 |      |
| 2018 | 最佳前男友之月老下凡来爱你 |        |      |

## 綜藝节目
| 播出時間 | 節目名稱 | 备注 |
| -------- | -------- | ---- |
| 2012年   | 天天向上 |      |

## 社会活动
2017年9月24日，他与韩国瘦身女王郑多燕参加了悦跑圈粉红女子跑上海站与2000多位女性参赛者开跑。